# Altstätten
Altstätten is een gemeente en plaats in het Zwitserse kanton Sankt Gallen, en maakt deel uit van het district Rheintal. Altstätten SG telt 10.547 inwoners.

## Geboren
- Wilhelm Matthias Naeff (1802-1881), politicus
- Ernst Buschor (1943-2023), econoom en politicus

Altstätten · Au · Balgach · Berneck · Diepoldsau · Eichberg · Marbach · Oberriet · Rebstein · Rheineck · Rüthi · Sankt Margrethen · Widnau
- Gemeinsame Normdatei: 4202774-3
- Historisch woordenboek van Zwitserland: 001340
- Library of Congress Control Number: n86126456
- MusicBrainz: 89a96286-55ac-4c61-be96-6120427396d8
- Nationale Bibliotheek van Israël: 987007564837505171
- Virtual International Authority File: 137292431
- WorldCat: E39PBJbWvy8htc3dccjTP9hGpP